# قرار مجلس الأمن التابع للأمم المتحدة رقم 1475
قرار مجلس الأمن التابع للأمم المتحدة رقم 1475، المتخذ بالإجماع في 14 نيسان / أبريل 2003، بعد إعادة التأكيد على جميع القرارات المتعلقة بالحالة في قبرص، ولا سيما القرار 1250 (1999)، أعرب المجلس عن أسفه لعدم التوصل إلى اتفاق بشأن خطة تسوية للبلاد، بسبب «النهج السلبي» للقيادة القبرصية التركية.
وأكد القرار من جديد على أهمية تحقيق تسوية سياسية شاملة في قبرص، وأثنى على الأمين العام كوفي عنان لاستخدام مبادرته لتقديم خطة تسوية لتقليل الخلافات بين جمهورية قبرص وشمال قبرص. وأعرب عن أسفه لنهج القيادة القبرصية التركية الذي أخر التوصل إلى اتفاق محتمل بشأن خطة لإجراء استفتاءين متزامنين يحرم القبارصة الأتراك واليونانيين من فرصة تقرير مصيرهم، مما يعني أنه لن يكون هناك نتيجة قبل 16 نيسان / أبريل 2003 عندما تنضم قبرص إلى الاتحاد الأوروبي. وكان المجلس قد وصف خطة الأمين العام بأنها توفر «أساسًا فريدًا» لمزيد من المحادثات.
وأيد مجلس الأمن خطة كوفي عنان المؤرخة 26 شباط / فبراير 2003 ودعا جميع الأطراف المعنية إلى التفاوض في إطار مساعيه الحميدة.

## روابط خارجية
- نص القرار في undocs.org